# Drepanosticta acuta
Drepanosticta acuta – gatunek ważki z rodziny Platystictidae.